# 윤득우
윤득우(尹得雨, 1719년 2월 9일 ~ 1774년 8월 7일)는 조선시대 후기의 문신, 정치인이다. 자는 윤경(潤卿)이다. 윤웅렬, 윤영렬의 재종조부가 된다. 도재 윤흔의 5대손으로 윤세겸의 손자이자 고령현감 윤옥의 차남으로 태어났다. 1747년 진사시에 합격학, 1751년(영조 27년) 정시문과에 갑과로 급제하였다. 당색으로는 소론이었다. 
조선 말의 관료 윤웅렬, 윤영렬 형제의 재종조부가 된다.

## 생애

### 출생과 가계
아버지 윤옥은 음서 제도로 관직에 올라 고령현감을 지내고 가선대부 동지중추부사 겸 오위장에 이르렀고, 어머니는 용인 이씨로 이보명(李普溟)의 딸이다. 할아버지 윤세겸은 음서로 관직에 올라 경기전참봉과 주목을 역임하고 동지돈녕부사에 이르렀다. 그의 집안은 6대조 윤두수, 윤근수 형제가 서인이 된 이래 서인에 몸담았지만, 서인이 노론과 소론으로 분당되면서 윤두수의 다른 후손들은 노론, 윤두수의 일부 후손들과 윤근수의 후손들은 소론에 가담했다.
할아버지 윤세겸에게는 소실 김해김씨가 있었고, 그의 9살 연하의 서숙부인 배다른 삼촌 윤발의 아들로, 윤득우의 사촌 동생인 윤득실은 통덕랑을 지냈지만 술을 좋아하여 일찍 사망했다. 그러나 윤득실은 조선 말의 독립운동가 겸 정치인 윤치호, 대한민국의 내무부장관과 서울시장 윤치영의 증조 할아버지이자 4대 대통령, 2대 서울시장 윤보선, 한국의 초기 병리학자이자 해부학자인 윤일선의 고조부가 된다.

### 청소년기
그는 신치운(申致雲)의 문하에서 학문을 배웠는데, 후일 그의 스승 신치운이 김일경(金一鏡)의 일파로 지목되어 처벌되어, 그는 신치운의 문하생이라는 점 때문에 여러번 공격, 비방의 대상이 되었다.
1747년(영조 23) 사마시에 합격하여 진사가 되었다. 

### 관료 생활
1751년(영조 27) 영조의 환후 회복과 왕세손의 책봉 기념으로 특별히 개최된 특별 정시문과(庭試文科)에 장원으로 급제, 홍문록에 올랐으며 삼사의 요직을 두루 역임했다. 1752년 병조정랑이 되었다가 부사과로 전직되고 편집청 낭청을 겸임했다. 이후 춘추관기사관, 세자시강원사서가 되었다가 다시 그해 11월 춘추관기사관이 되고, 부사과로 전임되어 편집청 낭청을 다시 맡아보았다. 1753년 1월 사헌부지평, 정언을 지냈다. 그해 6월 지평, 1754년 3월 정언, 10월 부교리, 1755년(영조 31년) 1월 정언, 2월 부교리, 4월 함경도 암행어사가 되어 함경도로 파견, 북청부사 윤붕거(尹鵬擧), 문천군수 성헌조(成憲祖) 등의 비리를 적발, 보고하여 파직시켰다. 5월 부교리가 되었다. 그해 그는 유생들의 상소에 연명 서명했다가 이 일로 탄핵을 받고 파직됐다가 다시 서용되었다. 
1756년 1월 사간원헌납, 어사, 이후 홍문관교리 등을 거쳐, 역적의 초사에서 그의 언급되었다 하여 친구인 윤동승의 탄핵을 받고 파직되었다. 1757년(영조 33) 2월 승지가 되었다. 

### 탕평과 세자 대리청정 기간
사간원대사간 재직 중, 영조의 탕평책을 두고 찬성과 반대로 나뉠 때와, 사도세자의 대리청정 기간을 무사히 넘겼다. 1762년 그해의 과거 시험의 시험관에 임명했다가 김응순(金應淳)으로 교체되었다. 1762년 동래부사로 발령받았다가 다시 내직으로 돌아와 승지가 되었다. 이 무렵 그는 그의 스승 신치운이 김일경의 여당이라는 이유로 여러번 비방에 시달렸다. 
1762년 좌부승지, 1763년 우승지 겸 경연참찬관이 되었다가 다시 우부승지가 되고 그해 7월 부호군으로 전임되었으나 며칠 뒤 다시 우부승지로 복귀하였다가 동부승지, 우부승지에 번갈아 임명되었다. 그해 12월에는 좌승지, 약방부제조 등을 역임했다.

### 생애 후반
1763년 광주부윤으 부임하였으며, 광주유수 재직 중 유민도(流民圖)와 서장대의 지형을 그려서 영조에게 올렸다. 1766년 병조참판에 임명되고, 그 뒤 예조참판을 거쳐, 이조참판 오위도총부 부총관을 역임하고 승정원도승지에 임명되어 수년간 영조를 측근에서 보필하였다. 1772년 대사간이 되었다. 가의대부 예조참판 겸 의금부동지사 오위도총부 부총관에 이르렀다. 
1772년 12월 행부사직으로 전직되었다가 1773년 1월 8일 경주부윤으로 발령받았다. 그해 8월 7일 임지인 경주부에서 사망하였다.
사후 개성부 오음리 아버지 윤옥의 묘소 근처에 안장되었다.

## 가족 관계
- 고조부 : 윤취지(尹就之)
  - 증조부 : 윤채(尹埰)
    - 종조부 : 윤세항(尹世恒)
    - 종조부 : 윤세정(尹世鼎)
    - 할아버지 : 윤세겸(尹世謙)
      - 숙부 : 윤학(尹㶅)
      - 이복 숙부 : 윤발(尹潑), 윤치호, 윤보선, 윤치영, 윤일선 등의 선조
      - 이복 숙부 : 윤침(尹沉)
      - 아버지 : 윤옥(尹沃, 1694년 10월 18일 - 1767년 4월 7일)
      - 어머니 : 용인이씨, 이보명(李普溟)의 딸
        - 부인 : 여산송씨(1716년 - 1799년 11월 27일), 돈령부판사 송창명(宋昌明)의 딸, 할아버지는 목사 송징(宋徵), 증조부는 현감 송광순(宋光洵), 외조부는 파평윤씨 정랑 윤도교(尹道敎)
          - 아들 : 윤충동(尹忠東, 1747년 10월 6일 - 1793년 4월 14일)
          - 아들 : 윤의동(尹義東, 1753년 3월 20일 - 1805년 4월 9일 통훈대부 옥과현감 역임)
          - 아들 : 윤예동(尹禮東, 1755년 1월 6일 - 1781년 7월 1일)
          - 아들 : 윤효동(尹孝東, 1759년 10월 25일 - 1809년 6월 12일)
          - 아들 : 윤제동(尹悌東, 1761년 2월 1일 - 1803년 3월 30일)

## 같이 보기
- 소론
- 윤두수
- 윤근수
- 윤세겸
- 윤흔
- 윤취지
- 윤신지